# کوانتیکوو (ویرجینیا)
کوانتیکوو، ویرجینیا (به انگلیسی: Quantico, Virginia) یک سکونتگاه مسکونی در ایالات متحده آمریکا است که در شهرستان پرنس ویلیام، ویرجینیا واقع شده‌است.

## خصوصیات
کوانتیکوو ۰٫۳ کیلومترمربع مساحت و ۴۸۰ نفر جمعیت دارد و ۱۲ متر بالاتر از سطح دریا واقع شده‌است.